# Podlewkowie
Podlewkowie – wieś w Polsce, położona w województwie podlaskim, w powiecie hajnowskim, w gminie Narewka.
W latach 1975–1998 wieś administracyjnie należała do województwa białostockiego.

## Integralne części wsi
| SIMC    | Nazwa         | Rodzaj     |
| ------- | ------------- | ---------- |
| 0037138 | Dziedzice     | część wsi  |
| 0037150 | Suszczy Borek | przysiółek |

## Historia
Według Pierwszego Powszechnego Spisu Ludności, przeprowadzonego w 1921 roku, wieś zamieszkiwało 66 osób w 9 domach, wszyscy mieszkańcy wsi zadeklarowali wówczas białoruską przynależność narodową oraz wyznanie prawosławne. W okresie międzywojennym miejscowość znajdowała się w gminie Masiewo w powiecie białowieskim.
W lipcu 1941, w ramach akcji tzw. „oczyszczania Puszczy Białowieskiej” inspirowanej przez Hermanna Göringa, hitlerowcy wysiedlili mieszkańców do Lewkowa Starego.

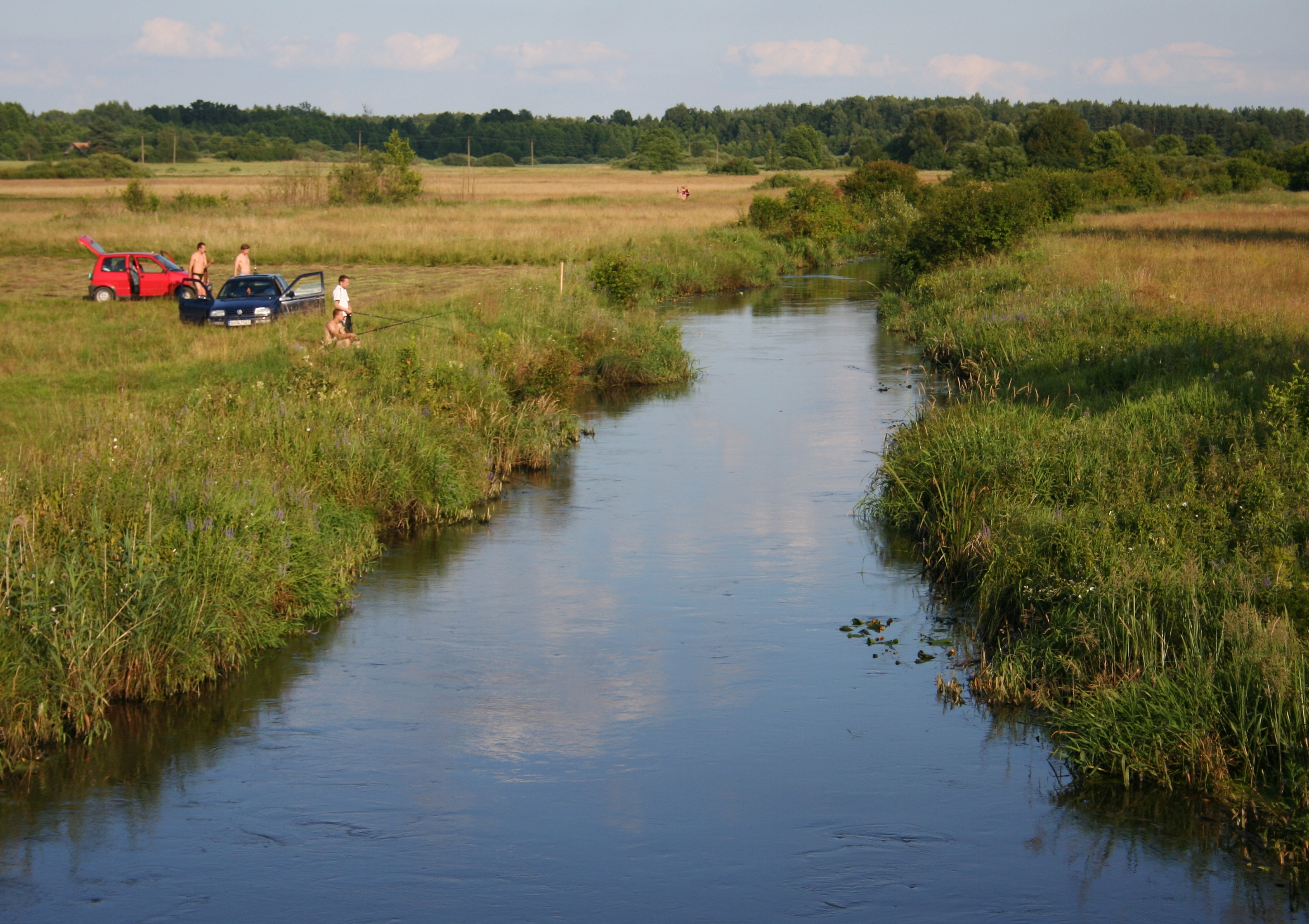
Narewka przepływająca w pobliżu wsi Podlewkowie

## O wsi
Prawosławni mieszkańcy wsi należą do parafii Świętych Apostołów Piotra i Pawła w Lewkowie Starym, zaś w strukturze kościoła rzymskokatolickiego miejscowość podlega parafii św. Jana Chrzciciela w Narewce.
Na terenie wsi znajduje się grób rosyjskiego nieznanego żołnierza rosyjskiego z czasów I wojny światowej.
Wieś leży na szlaku turystycznym Do Puszczy Ladzkiej.